# Rembrandt. Sämtliche Gemälde

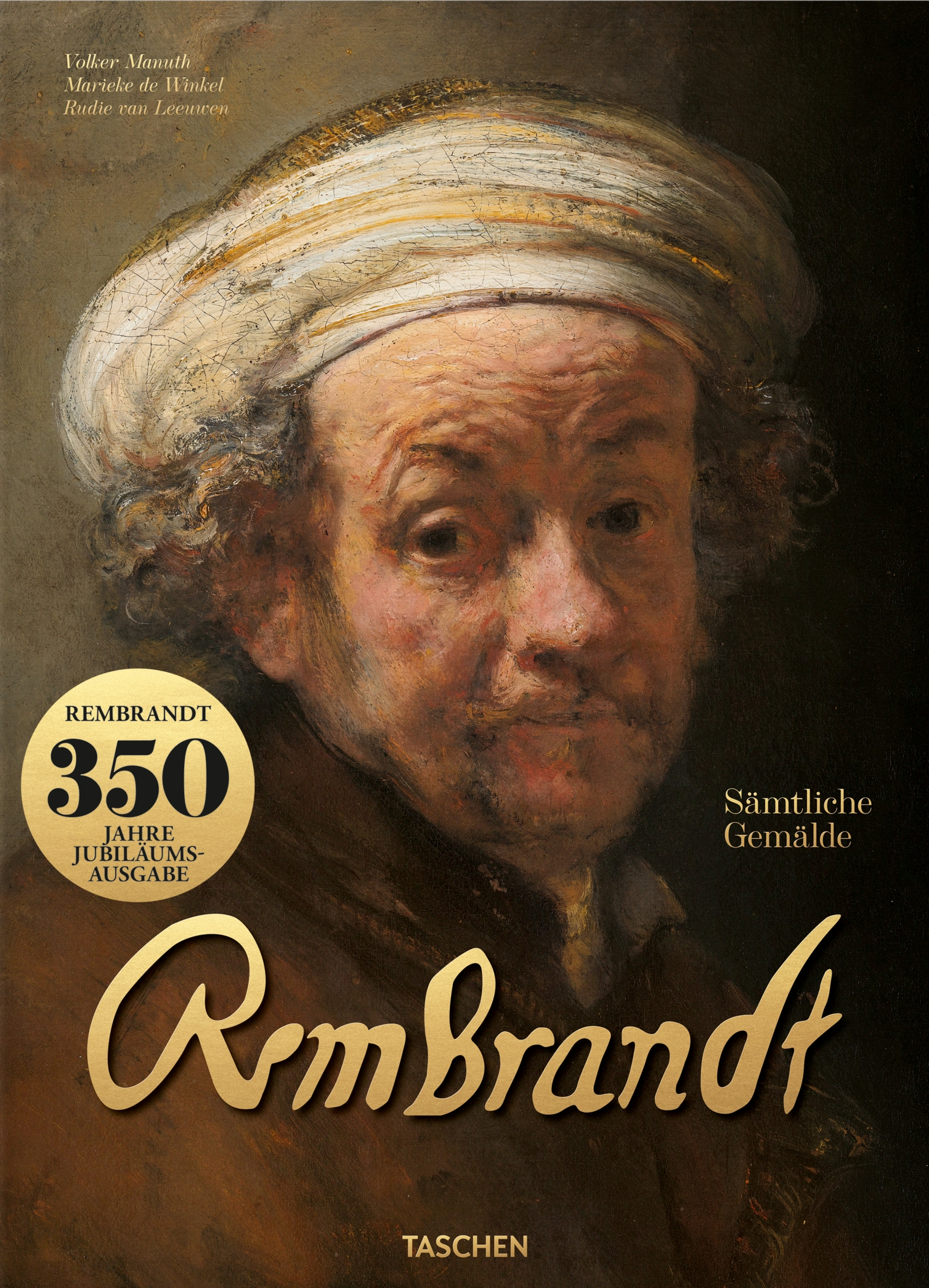
Rembrandt. Sämtliche Gemälde, Cover

Rembrandt. Sämtliche Gemälde ist ein von den Kunsthistorikern Volker Manuth, Marieke de Winkel und Rudie van Leeuwen verfasstes und im Verlag Taschen erschienenes Werkverzeichnis der Gemälde des niederländischen Malers und Grafikers Rembrandt van Rijn. Das Buch erschien zum 350. Todestag Rembrandts im Jahr 2019, zeitgleich in deutscher, englischer, niederländischer und französischer Sprache. In einem zweiten Band des Verlags, Rembrandt. Sämtliche Zeichnungen und Radierungen von Peter Schatborn und Erik Hinterding, werden die Zeichnungen und Radierungen Rembrandts in gleicher Aufmachung dargestellt. Ein im selben Jahr erschienener und von Manuth und de Winkel verfasster Band in kleinerem Format, Rembrandt. Die Selbstporträts, stellt noch einmal diesen Ausschnitt aus seinem Gesamtwerk dar.

## Hintergrund
Das letzte Werkverzeichnis der Gemälde Rembrandts mit wissenschaftlichen Anspruch war das von 1982 bis 2015 vom niederländischen Rembrandt Research Project in sechs Bänden herausgegebene Corpus of Rembrandt Paintings. Es hatte die Zielsetzung, das malerische Gesamtwerk Rembrandts vollständig und von fehlerhaften Zuschreibungen befreit wiederzugeben. Der bei Springer Science+Business Media erschienene sechste und letzte Band des Corpus ist überwiegend farbig bebildert. Er legt aber deutlich mehr Wert auf den Text und auf die Lösung der Zuschreibungsproblematik und ist mit seinem Preis von mehr als 1000 Euro für das E-Book und fast 1300 oder 1400 Euro für die gebundenen Ausgaben auf professionelle Leser ausgerichtet. Das letzte deutschsprachige Werkverzeichnis wurde 1986 von Christian Tümpel vorgelegt.

## Beschreibung

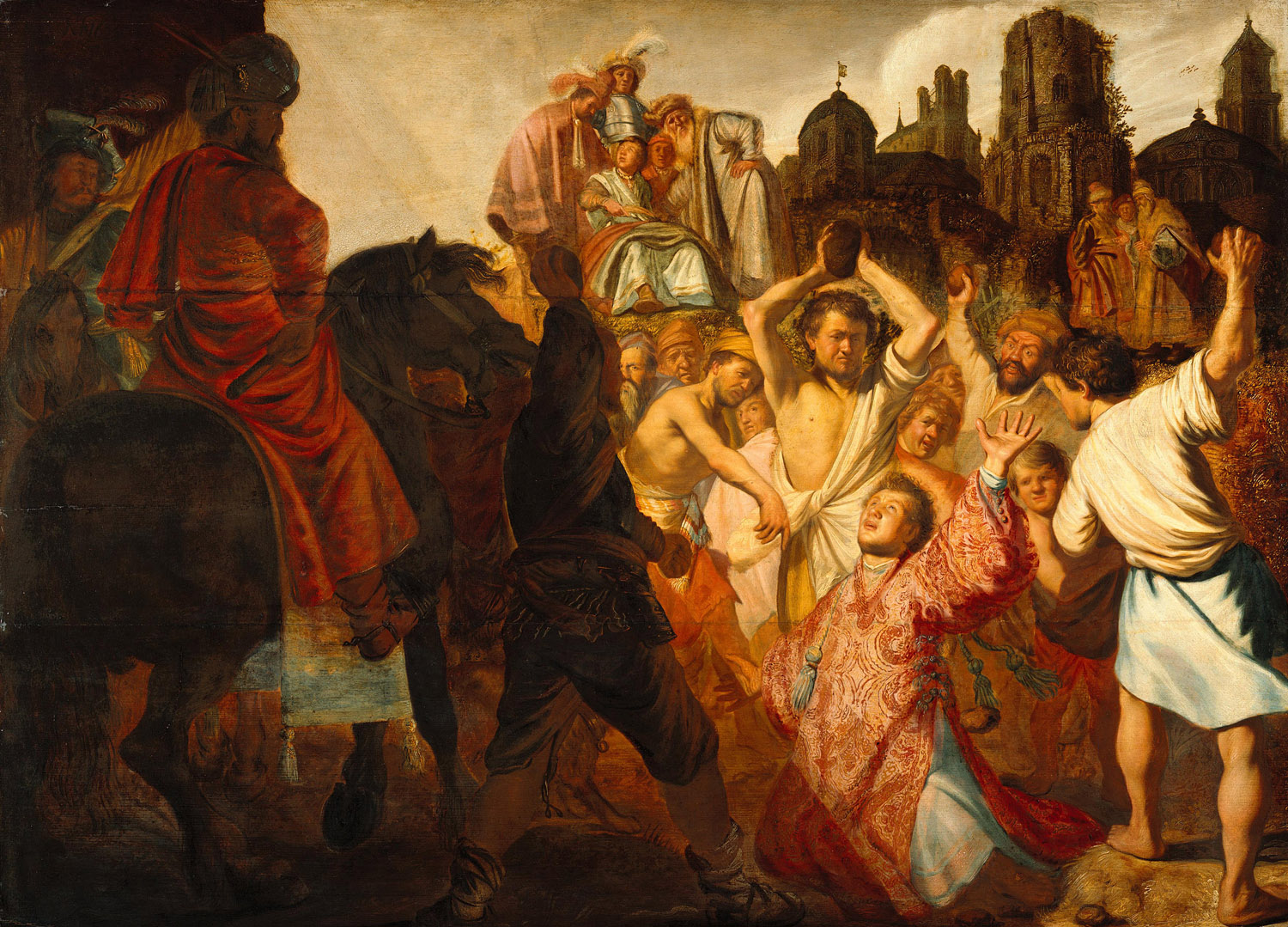
Die Steinigung des heiligen Stephanus, 1626

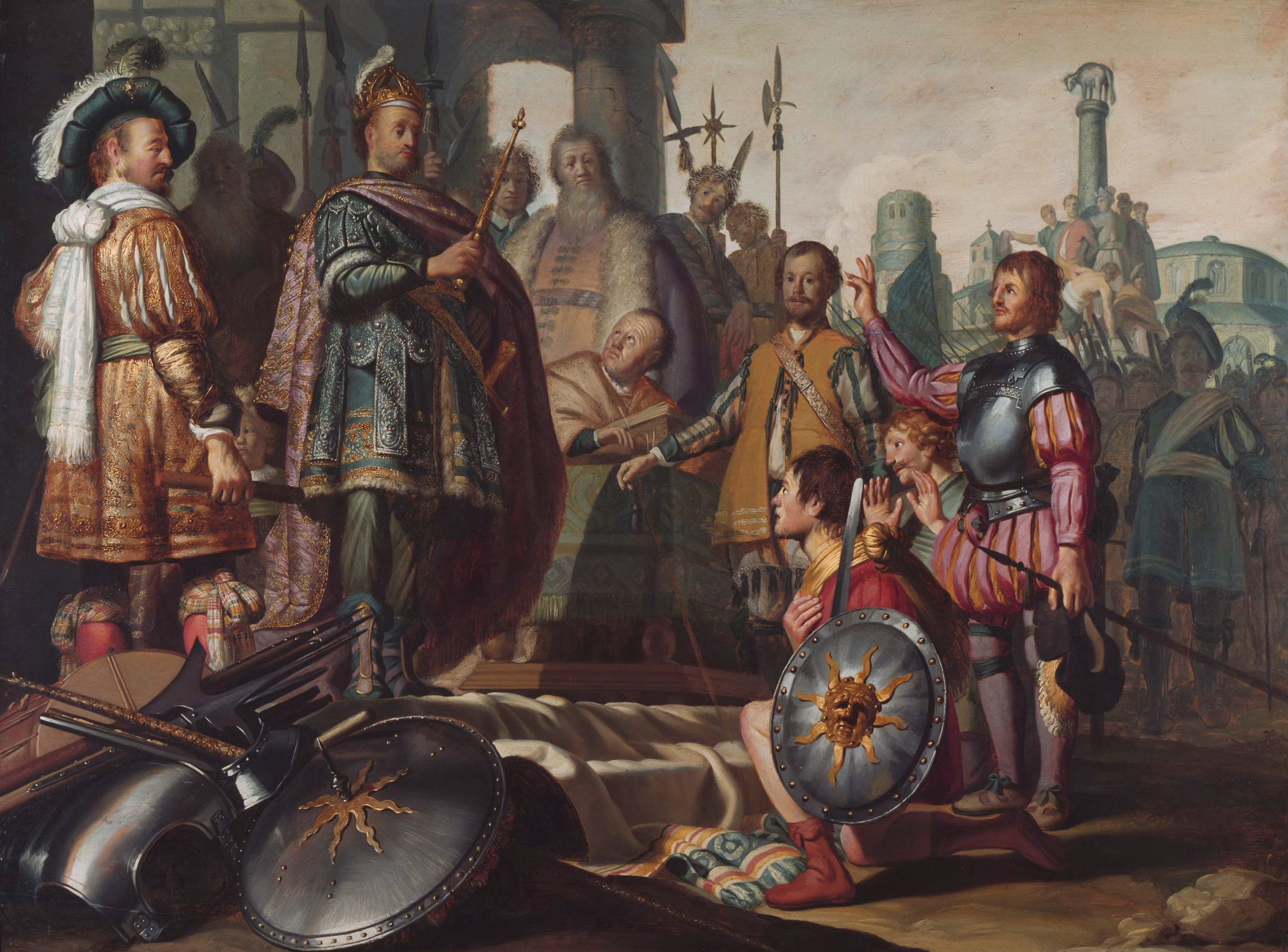
Historiengemälde mit Selbstporträt des Malers, 1626

Rembrandt. Sämtliche Gemälde enthält Beschreibungen und großformatige Abbildungen von 330 Gemälden Rembrandts. Damit entspricht der Umfang des zugrunde gelegten Gesamtwerks weitgehend dem sechsten Band des Corpus, der 324 Katalognummern enthält. Der Band umfasst 744 Seiten im Format von 29 × 39,5 cm und wiegt mehr als acht Kilogramm. Der Schutzumschlag zeigt ein Detail von Rembrandts Selbstporträt als Apostel Paulus.

### Biografie und Bildteil
Auf das kurze Vorwort der Autoren folgt eine Rembrandt-Biografie in vier Kapiteln, die jeweils den zugehörigen Bildteil einleiten:
- I. Rembrandts Anfänge in Leiden 1606–1631, S. 14
- II. Amsterdam 1631–1639, S. 80
- III. Illusionismus und Neuorientierung 1640–1651, S. 268
- IV. Rembrandts Spätwerk 1652–1659, S. 362

Inhaltlich gibt die Biografie den aktuellen Stand der Rembrandt-Forschung wieder. Die Texte sind mit zahlreichen Anmerkungen versehen, die sich vielfach auf das Werkverzeichnis der Zeichnungen und Radierungen beziehen. Wenn hier Werktitel genannt werden, dann wird auch die Katalognummer genannt. Enthalten sind auch insgesamt 296 Fußnoten, die wenig leserfreundlich am Buchende abgedruckt sind und überwiegend Kurzverweise auf Literaturangaben darstellen. Diese sind wiederum in dem 25 Seiten umfassenden Literaturverzeichnis aufgeschlüsselt. Vielfach werden Dokumente zu Rembrandts Leben angegeben, durchweg in Zitierungen wie „RD 1617/1“. Die nicht erläuterte Nummerierung folgt The Rembrandt Documents von Walter L. Strauss und Marjon van der Meulen aus dem Jahr 1979.
Auf die vier Biografie-Abschnitte folgt jeweils ein Bildteil mit den Werken der Periode. Die Bildausstattung umfasst für jedes besprochene Gemälde eine großformatige Abbildung, der wenige Zeilen mit Titel, Jahr, Material und Format und Besitzer beigegeben sind. Hier fehlen die Katalognummern, so dass die Leser ein Werk im Katalog nur über das Werkregister oder durch Blättern auffinden können. Die Kurzinformationen helfen dem Leser dennoch, denn sie markieren die „eigentliche“ Abbildung eines Gemäldes. Daneben sind die biografischen Texte wie die Bildteile mit Detailaufnahmen der Gemälde Rembrandts, Bildern seiner Zeichnungen und Radierungen und Bildern von Werken anderer Künstler ausgestattet.
Für ein als Bildband konzipiertes und beworbenes Werk tritt in vielen Abbildungen ein gravierender Mangel zu Tage. Rembrandt malte überwiegend Hochformate, aber Stücke wie Die Steinigung des heiligen Stephanus und viele seiner Historienbilder und Gruppenporträts sind Querformate. Die Steinigung wird auf einer Seite lagerichtig abgebildet, mit großzügigen Freiflächen darüber und darunter. So geht die Hälfte des für die Abbildung verfügbaren Raums verloren. Das Leidener Historiengemälde zeigt einen alternativen Ansatz. Die Abbildung geht lagerichtig über eine Doppelseite, wobei sich mehr als ein Drittel links vom Bundsteg und der Rest auf der rechten Seite befindet. Der Bundsteg befindet sich zwischen dem König und seinem Schreiber. Er verzehrt zum großen Teil das kleine Selbstporträt Rembrandts, einen wichtigen Teil des Bildes. Bei der Nachtwache bleiben von dem nach rechts schreitenden Musketier fast nur das Gesäß und das rechte Bein, die rechte Hand des Hauptmanns befindet sich isoliert auf der linken Seite. Das kleine Selbstporträt Rembrandts verschwindet im Bundsteg. Direkt danach bieten zwei ausklappbare Doppelseiten einen Detailausschnitt mit dem Kopf Rembrandts und dem ganzen Arm des Hauptmanns, der Bundsteg geht durch dessen Kopf. Die betroffenen Gemälde wirken in der Breite gestaucht, und der Verlust eines senkrechten Streifens im Bildzentrum zerstört die Bildkomposition.
Rembrandts Malerei wurde schon von Zeitgenossen als düster empfunden. Die Alterung der Farbschichten und des Firnis lassen Bilddetails und Farbeindrücke oft verschwinden. Das wurde in der Vergangenheit auch in Werken wie dem Corpus deutlich, dessen Bebilderung als zu dunkel kritisiert wurde. Der vorliegende Bildband zeigt mehr Rembrandt als je zuvor. Dazu werden die Gemälde derart aufgehellt, dass sich Fragen wie die nach der Zahl der Personen oder Piken auf der Nachtwache leicht beantworten lassen. Gerade einige Frühwerke Rembrandts erhalten in den Abbildungen eine Farbigkeit, die die Frage nach der Authentizität aufwirft.

### Katalogteil

Die Kompanie des Hauptmanns Frans Banninck Cocq („Die Nachtwache“), 1642

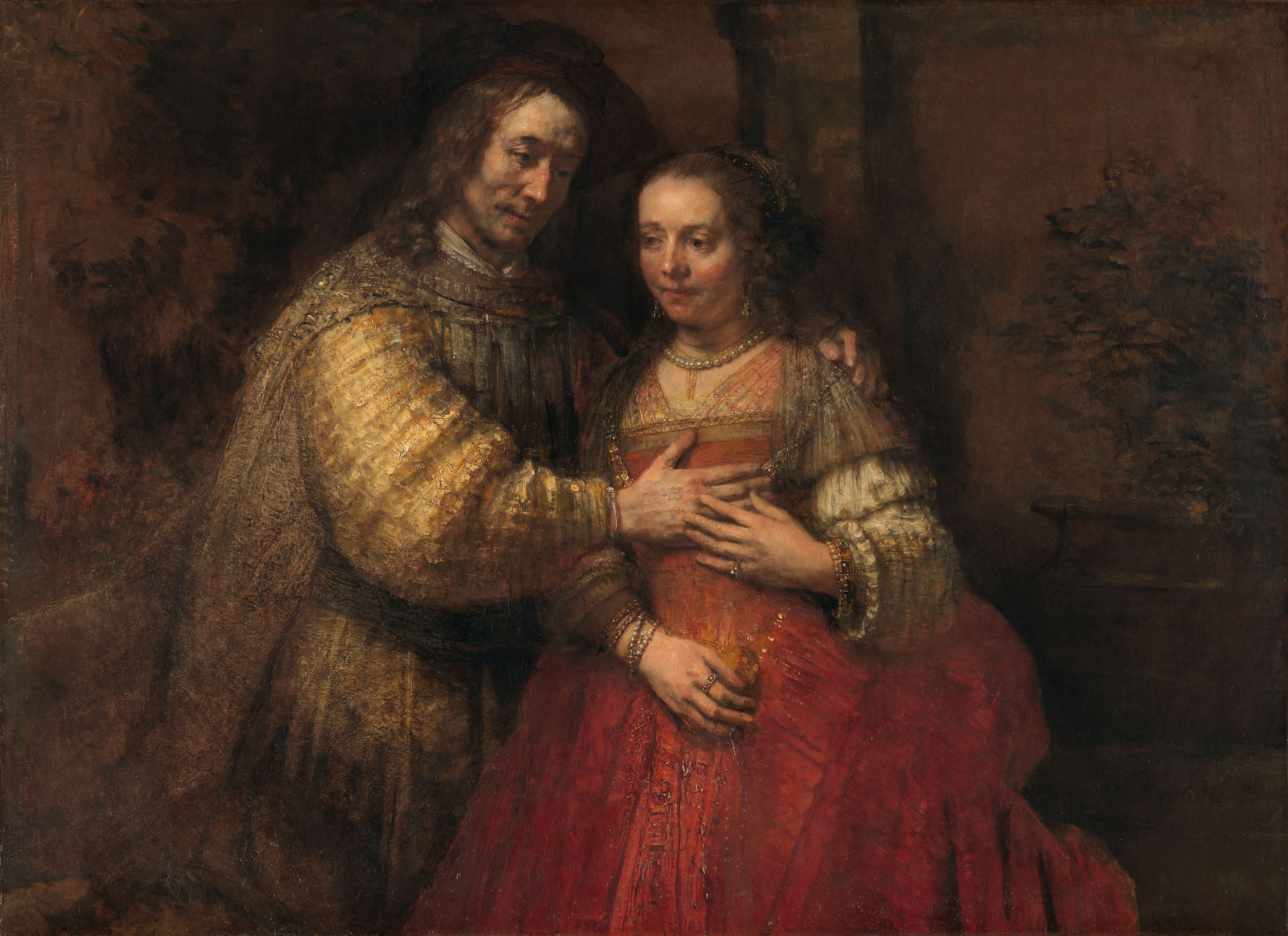
Porträt eines Paares als Isaak und Rebekka („Die Judenbraut“), 1662/1666

Der Katalog der Werke beginnt weit in der zweiten Hälfte des Bandes. Im Gegensatz zum sechsten Band des Corpus, der Rembrandts Gesamtwerk chronologisch aufzuführen sucht, ordnen Manuth und Kollegen ihr Werk zunächst nach Motivgruppen, und innerhalb der Gruppen nach dem Entstehungsjahr:
- Altes Testament
- Neues Testament
- Religiöse Einzelfiguren
- Mythologie
- Antike Geschichte und Einzelfiguren
- Allegorien
- Ungedeutete Historie
- Genredarstellungen
- Tierstücke und Stillleben
- Landschaften
- Selbstporträts
- Männliche Einzelporträts
- Weibliche Einzelporträts
- Pendantporträts
- Gruppenporträts
- Männliche Einzelfiguren und Tronies
- Weibliche Einzelfiguren und Tronies

Die Einteilung hängt von einer keineswegs zuverlässigen Deutung der Bilder ab. Alle im Katalog aufgeführten Gemälde werden im Kleinformat erneut abgebildet, hinzu kommen am Übergang von einer Motivgruppe zur nächsten eine oder zwei ganzseitige Abbildungen von Details. Die Katalogtexte nennen zunächst auf wenigen Zeilen Titel und Entstehungsjahr des Werks, Material und Maße, gefolgt von Angaben zur Signatur und der Sammlung einschließlich Inventarnummer. Der weitere Katalogtext umfasst für jedes Gemälde etwa eine halbe Seite und selbst bei komplexen und ausgiebig erforschten Meisterwerken wie der Kompanie des Hauptmanns Frans Banninck Cocq kaum mehr. Dabei wird der aktuelle Forschungsstand zum Gemälde im Fließtext kurz umrissen, aber auf jede Angabe zur Provenienz verzichtet. Es folgen eine Konkordanz der Werkverzeichnisse, beginnend mit dem Beschreibenden und kritischen Verzeichnis von Cornelis Hofstede de Groot aus dem Jahr 1915 bis zum Corpus, und die Angabe der wichtigsten Literatur zum Werk.
Eine weitere und vollständig redundante Konkordanz der Werknummern befindet sich auf drei Seiten am Ende des Bandes, eine nach den Werknummern des Corpus sortierte Konkordanz, die das Auffinden von dessen Werknummern im vorliegenden Band erleichtern würde, gibt es nicht. Viele Werke sind im Register schwer zu finden, da nur die von den Autoren festgelegten Titel aufgeführt sind. Für Leser, denen das Werk Rembrandts und die verschiedenen bis vielen Bezeichnungen seiner Werke nicht geläufig sind, ist die Einordnung beispielsweise der Nachtwache unter K als (Die) Kompanie des Hauptmanns Frans Banninck Cocq („Die Nachtwache“) oder der Judenbraut unter P als Porträt eines Paares als Isaak und Rebekka („Die Judenbraut“) eine Erschwernis.

## Rezeption
In der Zeit besprach Alexander Cammann beide Werkverzeichnisse des Taschen Verlags gemeinsam: „Zwei monumentale Bände präsentieren Sämtliche Zeichnungen und Radierungen sowie Sämtliche Gemälde als Werkkataloge in exzellenter Reproduktionsqualität; ihr Gewicht testet die Belastbarkeit von Regal und Couchtisch“.
Kia Vahland wies in der Süddeutsche Zeitung darauf hin, dass das nahezu Haptische und dadurch Emotionale des Farbauftrags in Rembrandts Spätwerk sich in Gänze nur vor dem Original erfahren ließe. Sie urteilt: „Der Taschen-Verlag hat in einer großen Werkausgabe eine bilderreiche Publikation gewagt – und gelungen ist ein Überblick über Rembrandts Kunst, der in erstaunlich guter Druckqualität einmal quer durch sein Lebenswerk führt.“ Sogar pastöse Spätwerke wie Isaak und Rebekka vermittelten sich durch die erstaunlich gute Druckqualität. Vahland bezeichnete die Katalogeinträge und den Fließtext des Bandes als einen „faktenreichen Einstieg in Rembrandts Malerei“. Dem Anspruch eines Werkverzeichnisses folgend würde man sich „manchmal noch mehr Ausführungen zum Forschungsstand und zu den verschiedenen Deutungen wünschen“.
Der Rezensent der Aachener Zeitung hob die Ausstattung hervor: „Der wahre Schatz des Bandes sind aber die großformatigen Abbildungen der Gemälde. Das große Format des Bandes erlaubt es, viele Details zu entdecken, die die Meisterschaft Rembrandts auf das Vorzüglichste dokumentieren“.
Die englischsprachige Ausgabe wurde von Jackie Wullschläger in der Financial Times als eines der besten Kunstbücher des Jahres 2019 rezensiert. Taschens übergroßes Format passe hervorragend zu Rembrandt, der seine Bildkompositionen auf feinste Details aufbaute. Textur, Farbe und Licht würden in den Abbildungen mitschwingen.
Der britische Maler und Grafiker David Hockney lobte den Taschen Verlag, unter Einbeziehung des Bandes mit den Zeichnungen und Radierungen und des weniger umfangreichen Werks über die Selbstporträts: „Mit diesen Büchern haben Sie Rembrandt in das 21. Jahrhundert gebracht“ (englisch: “With these books, you have brought Rembrandt into the 21st century”).

## Ausgaben
- Volker Manuth, Marieke de Winkel, Rudie van Leeuwen: Rembrandt. Sämtliche Gemälde. Taschen Verlag, Köln 2019, ISBN 978-3-8365-2631-9 (744 S., Hardcover mit Ausklappseiten, 29 × 39,5 cm, 8,07 kg).
- Rembrandt. The Complete Paintings. Taschen, Cologne 2019, ISBN 978-3-8365-2632-6 (englisch, 743 S.).
- Rembrandt. Alle Schilderijen. Taschen, Keulen 2019, ISBN 978-3-8365-7235-4 (niederländisch, 743 S.).
- Rembrandt. Tout l’oeuvre peint. Traduit de l’allemand par Caroline Jouannic, Wolf Fruhtrunk. Taschen, Cologne, Paris 2019, ISBN 978-3-8365-2633-3 (französisch, 743 S.).